# Neserigone nigriterminorum
Neserigone nigriterminorum là một loài nhện trong họ Linyphiidae.
Loài này thuộc chi Neserigone. Neserigone nigriterminorum được Ryoji Oi miêu tả năm 1960.